# Sen Katayama
Sen Katayama (Okayama, 8 de janeiro de 1860 – Moscovo, 5 de novembro de 1933)

## Biografia

### Primeiros anos
Yabuki Sugatarō (ou Sen Katayama) nasceu em 8 de janeiro de 1860, na aldeia de Hadeki em Okayama, como segundo filho de Yabuki Kichi e de Koyō Kunizō, que pouco mais tarde se separaram, sendo o seu pai obrigado a se ausentar da vida do filho. 
Os seus estudos começaram por volta dos sete ou oito anos através de aulas particulares e dos vários terakoya (escola de um templo budista) que frequentou, graças ao seu desinteresse. Em 1874 integrou a escola primária estabelecida pelo governo nas proximidades e mostrou-se impressionado pelos novos métodos de ensino, tendo em poucos meses se graduado na mesma. Em seguida abandonou a aprendizagem em prol de trabalhar na quinta da família que passava dificuldades no momento.
Aos dezoito, devido ao seu conhecimento autodidata, conseguiu o seu primeiro emprego como professor numa escola primária em Yuge, uma cidade não muito longe, transferindo-se no ano seguinte para uma em Uetsuki.
O seu plano de continuar a ensinar foi interrompido com a possibilidade de ingressar durante dois anos nas forças militares imperiais, serviço que podia ser evitado caso se tratasse de um filho mais velho e herdeiro do nome da família, feito isso, a sua mãe organizou com Katayama Ikutarō, um camponês da aldeia vizinha Shimo-Kamime, a adoção de Sugatarō, que mudou oficialmente de nome para Sen Katayama.

### Estudos universitários
Em 1880 foi admitido na Okayama Normal School tendo ficado um ano até se mudar para Tóquio, onde no início passou dificuldades e mudou de residência constantemente, apenas encontrou alguma estabilidade assim que começou a trabalhar como aprendiz em Sekibun-sha, um estabelecimento tipográfico, e assim que entrou na Oka Juku, uma escola na ala de uma mansão. Tornou-se assistente de um professor, Oka Shikamon, que lhe transmitiu sentimentos monárquicos, nacionalistas e patrióticos. 
Ausentou-se em 1883 para estudar na Kodama-sha, uma escola naval, e leu "Tales of Statesmanship" de Yano Fumio, que critica a oligarquia no Japão, influenciando a sua visão histórica e política. No retorno foi convidado a lecionar estudos chineses em Fujioka, cargo que exerceu por um ano.

### Emigração para os Estados Unidos
Após receber cartas do seu amigo Iwasaki Seishichi, sobrinho de Iwasaki Yatarō que conheceu na Oka Juku e que agora frequentava a Universidade Yale, decidiu embarcar para São Francisco. O primeiro ano ficou marcado pela fome, os diferentes empregos e as dificuldades a comunicar em inglês.

### Morte
Faleceu em 5 de novembro de 1933 no hospital do Kremlin em Moscovo, três dias depois, cento e cinquenta mil pessoas reuniram-se na Praça Vermelha a prestar homenagem, enquanto o seu caixão era carregado por dignitários da Internacional Comunista e do Partido Comunista da União Soviética entre eles Estaline. As suas cinzas foram mantidas na Muralha do Kremlin e um jazigo erguido no Cemitério de Aoyama ao cuidado do Partido Comunista Japonês. 